# Euroscaptor parvidens
Euroscaptor parvidens es una especie de mamífero eulipotiflano de la familia Talpidae.

## Distribución geográfica
Es endémico de Vietnam.

## Estado de conservación
Esta especie se encuentra amenazada de extinción por la pérdida de su hábitat natural.